# Bundesbeihilfeverordnung
Die deutsche Bundesbeihilfeverordnung regelt seit 2009 die Gewährung von Beihilfe für Beamte und ehemalige Beamte des Bundes und für Versorgungsempfänger.
Sie wird durch eine Allgemeine Verwaltungsvorschrift des Bundesinnenministeriums konkretisiert.
Beihilfe wird bei Krankheit (§§ 12–36) und bei Pflegebedürftigkeit (§§ 37–40) sowie in besonderen, von der Verordnung ausdrücklich genannten Fällen, z. B. Früherkennungsmaßnahmen, Schwangerschaft und Geburt gewährt.